# خودزی
خودزی (به لاتین: Khodzi) یک منطقهٔ مسکونی در گرجستان است که در ناحیه دزاو واقع شده‌است.